# 그리스의 시와 군
그리스에는 각 현 산하에는 최하위 자치 행정 구역 단위인 시와 군이 있다.

## 시와 군에 관한 헌법 조항
그리스 헌법 제102조에는 시와 군을 규정하고 있으며, 국가와 시군의 관계에 대해서도 나와 있다. 
- 시와 군은 독자적으로 지역 행정 업무를 맡는다.
- 시와 군의 지도자는 보편 및 비밀 선거로 선출된다.
- 시는 자발적으로 또는 법에 따라 특정 용역을 공동으로 제공할 수 있으나, 참여 집단의 선출직 의원들이 시간의 협력을 관리한다.
- 그리스 정부는 지역 정부 부서를 감독하지만 지역의 주도나 행동을 방해하지는 않는다.
- 국가는 지역 정부 부서의 업무를 수행하는데 필요한 자금을 제공해야 한다.

## 시와 군의 설치 방식
주민 인구가 최소 1,500명인 취락은 다음 요건을 충족하면 군이 된다. 
- 소득 창출
- 행정 및 집행 비용 감당
- 주민 3/4 이상의 지지
- 군이 설치되면서 시나 다른 군에 악영향을 주지 않음

해당 시군 의회 의원 60% 이상의 지지 또는 주민 50% 이상의 청원이 있을 경우, 주변 시군과 통합할 수 있다.

## 같이 보기
- 그리스의 행정 구역